# مايك بلاك (لاعب كرة قدم أمريكية)
مايك بلاك (بالإنجليزية: Mike Black)‏ هو لاعب كرة قدم أمريكية أمريكي، ولد في 18 يناير 1961 في غلينديل في الولايات المتحدة.

## وصلات خارجية
- مايك بلاك على موقع مرجع كرة القدم المحترفة.كوم (الإنجليزية)
- مايك بلاك على موقع JustSportsStats.com (الإنجليزية)